# André Fort
André Louis Fort (* 20. September 1935 in Chalon-sur-Saône, Département Saône-et-Loire; † 19. August 2025) war ein französischer römisch-katholischer Geistlicher und Bischof von Orléans.

## Leben
André Louis Fort empfing am 8. April 1962 das Sakrament der Priesterweihe für das Bistum Autun. Von 1981 bis 1984 war er Superior des Priesterseminars von Paray-le-Monial.
Papst Johannes Paul II. ernannte ihn am 18. Februar 1995 zum Koadjutorbischof von Perpignan-Elne. Der Bischof von Perpignan-Elne, Erzbischof Jean Chabbert OFM, spendete ihm am 9. Juli desselben Jahres die Bischofsweihe; Mitkonsekratoren waren Sabin-Marie Saint-Gaudens, Bischof von Agen, und Pierre Eyt, Erzbischof von Bordeaux.
Mit der Emeritierung Jean Chabberts OFM folgte er diesem am 16. Januar 1996 als Bischof von Perpignan-Elne nach. Am 28. November 2002 wurde er zum Bischof von Orléans ernannt und am 5. Januar 2003 in das Amt eingeführt. Am 27. Juli 2010 nahm Papst Benedikt XVI. sein aus Altersgründen vorgebrachtes Rücktrittsgesuch an.
Am 22. November 2018 wurde Fort vom Strafgericht in Orléans zu acht Monaten Gefängnis auf Bewährung wegen Missbrauchsvertuschung verurteilt. Fort hatte den vom Diözesanpriester Pierre de Castelet begangenen sexuellen Missbrauch an mehreren Minderjährigen nicht angezeigt. Der Priester erhielt eine dreijährige Freiheitsstrafe, zwei Jahre davon ohne Bewährung.